# ダニエラ・ベルムデス
ダニエラ・ロミナ・ベルムデス（Daniela Romina Bermúdez、1989年7月7日 - ）は、アルゼンチンの女子プロボクサー。サンタフェ州ガルベス出身。元WBA暫定・WBO女子世界バンタム級王者。元WBA暫定・WBO女子世界スーパーフライ級王者。元IBF女子世界スーパーバンタム級王者。世界3階級制覇王者。妹のエブリン・ベルムデスは現IBF・WBO女子世界ライトフライ級王者。

## 来歴
2010年3月26日、サン・カルロス・デ・バリローチェでロクサナ・バージニア・バロンと対戦し、2-1の判定勝ちを収めデビュー戦を白星で飾った。
2010年7月17日、ラス・エラスでベティアナ・パトリシア・ビナスと対戦し、プロ初の引分となる4回判定で引き分けた。
2010年10月9日、サン・マルティンでベティアナ・パトリシア・ビナスと再戦、2試合連続の引分となる4回判定で引き分けた。
2011年4月15日、ブエノスアイレス州バイアブランカで後のWBA女子世界フェザー級王者エディス・マティセと対戦し、プロ初黒星となる0-3の判定負けを喫した。
2011年8月20日、ブエノスアイレスでエディス・マティセと4ヵ月ぶりの再戦で、2-0の判定勝ちを収め雪辱を果たした。
2011年9月24日、フニンでWBA女子世界ライトフライ級王者ジェシカ・ボップと対戦し、0-3の判定負けを喫し王座獲得に失敗した。
2012年3月31日、ビジャ・ゴベルナドール・ガルベスでマイヤリン・リバスとWBA女子世界バンタム級暫定王座決定戦を行い、2-0の判定勝ちを収め王座獲得に成功した。
2012年5月12日、ブエノスアイレスでジュディス・ロドリゲスとWBA女子世界スーパーフライ級暫定王座決定戦を行い、3-0の判定勝ちを収め2階級制覇を果たした。
2012年8月24日、ロサリオでオルガ・フリオと対戦し、2回TKO勝ちを収め初防衛に成功した。
2013年2月8日、ロサリオでロミナ・エリザベス・アルカントラと対戦し、3-0の判定勝ちを収め2度目の防衛に成功した。
2013年4月12日、ロルダンでグアダルーペ・マルティネスと対戦し、3-0の判定勝ちを収め3度目の防衛に成功した。
2013年5月31日、サン・カルロス・デ・バリローチェでネイシ・トーレスとWBO女子世界バンタム級王座決定戦を行い、初回TKO勝ちを収め王座獲得に成功した。
2013年7月22日、東京・後楽園ホールで正規王者山口直子と王座統一戦を行う予定だったが、「契約上の解釈の違い」を理由にベルムデスが来日を拒否し、山口陣営がWBAに調停を申し入れたが事態を打開することが出来ず試合は中止となった。
2013年9月13日、ブエノスアイレスでジュディス・ロドリゲスと対戦し、3-0の判定勝ちを収め4度目の防衛に成功した。
2014年1月4日、ブエノスアイレス州マル・デル・プラタでリンダ・ルッカとWBO女子世界スーパーフライ級王座決定戦を行い、8回TKO勝ちを収め王座獲得に成功した。
2014年4月26日、リオ・グランデでジェシカ・ボップとWBO女子世界フライ級王座決定戦に挑むが、0-3の判定負けを喫し3階級制覇に失敗した。
2015年1月31日、マシエルでバネッサ・ロレナ・タボルダと対戦し、2-0の判定勝ちを収め初防衛に成功した。
2015年11月11日、後楽園ホールで東洋太平洋女子スーパーバンタム級王者・高野人母美の挑戦を受け、4回KOで2度目の防衛に成功。
2016年6月24日、Marisa Joana Portilloの挑戦を受け、3-0判定で3度目の防衛に成功。
2016年8月27日、メキシコシティのアレナ・コロッセオで元WBC女子世界フライ級王者マリアナ・フアレスとノンタイトルで対戦し、10回判定勝ちを収めた。
2017年6月17日、Paola Pamela Benavidezの挑戦を受け、引き分けで4度目の防衛に成功。この試合後、WBOスーパーフライ級王座返上。
2017年10月20日、Soledad del Valle FriasとWBO女子世界バンタム級王座決定戦に挑み、3-0判定で王座獲得。
2018年4月13日、ウルリングアムのエスタディオ・ムニシパルでIBF女子世界スーパーバンタム級王者マルセラ・アクーニャと対戦し、10回判定勝ちを収め3階級制覇に成功した。しかし、防衛戦を行わず空位に。
2018年12月29日、Yolis Marrugo Franco相手にWBO女子世界バンタム級王座の初防衛戦を行い、4回TKOで初防衛に成功。
2020年12月4日、Cintia Gisela CastilloとのIBF女子世界スーパーバンタム級王座決定戦に挑み、10回TKOで王座獲得。
2021年3月25日、アマンダ・セラノが持つWBC・WBOと空位のIBO女子世界フェザー級王座に挑むが、9回KOで敗れ4階級制覇はならず。
2023年2月4日、Lilian Dolores Silvaに判定勝ちし再起成功。

## 獲得タイトル
- WBA女子世界バンタム級暫定王座（防衛0=返上）
- WBA女子世界スーパーフライ級暫定王座（防衛4=剥奪）
- WBO女子世界バンタム級王座（防衛0=返上）
- WBO女子世界スーパーフライ級王座（防衛4=返上）
- WBO女子世界バンタム級王座（防衛5=返上）
- IBF女子世界スーパーバンタム級王座（防衛0）
- IBF女子世界スーパーバンタム級王座